# Dhanera
Dhanera è una suddivisione dell'India, classificata come municipality, di 22.183 abitanti, situata nel distretto di Banaskantha, nello stato federato del Gujarat. In base al numero di abitanti la città rientra nella classe III (da 20.000 a 49.999 persone).

## Geografia fisica
La città è situata a 24° 31' 0 N e 72° 1' 0 E e ha un'altitudine di 127 m s.l.m..

## Società

### Evoluzione demografica
Al censimento del 2001 la popolazione di Dhanera assommava a 22.183 persone, delle quali 11.599 maschi e 10.584 femmine. I bambini di età inferiore o uguale ai sei anni assommavano a 3.916, dei quali 2.053 maschi e 1.863 femmine. Infine, coloro che erano in grado di saper almeno leggere e scrivere erano 12.280, dei quali 7.809 maschi e 4.471 femmine.